# 交鑰匙 (佩魯吉諾)
交钥匙（義大利語：Consegna delle chiavi），是一幅宗教题材的湿壁画，由彼得罗·佩鲁吉诺和他的助手们在1482年左右创作，位於梵蒂岡的西斯汀小堂。